# Heliconiophaga cranei
Heliconiophaga cranei är en tvåvingeart som beskrevs av Thompson 1966. Heliconiophaga cranei ingår i släktet Heliconiophaga och familjen parasitflugor. Inga underarter finns listade i Catalogue of Life.